# 房三益
房三益（ぼう さんえき、生没年不詳）は、中国の南北朝時代の官僚・軍人。字は敬安。本貫は清河郡繹幕県。房崇吉の従弟にあたる。

## 経歴
南陽で北魏に帰順した。孝文帝は三益と語りあって、好人物と認め、「三益は内心明白で、ことさらに憎まない」と評した。員外散騎侍郎の位を受けた。ほどなく太山郡太守として出向した。兗州左軍府司馬に転じ、在所では清廉静穏な性格で知られた。召還されると、左将軍に任じられた。正光年間、死去した。享年は63。

## 子女
9人の男子があった。
- 房士隆（長子、興和年間に東清河郡太守となり、盤陽鎮将を兼ねた）[1]
- 房士達[3]
- 房士素（武定末年、太尉諮議参軍）[4]
- 房士章（尚書郎）[4]

## 伝記資料
- 『魏書』巻43 列伝第31